# Det Anders Sandøe Ørstedske Prismedalje-Legat
Det Anders Sandøe Ørstedske Prismedalje-Legat er et mindelegat for juristen Anders Sandøe Ørsted. Legatet blev stiftet 29. maj 1851 på 50-årsdagen for starten på A.S. Ørsteds tjeneste i staten, som begyndte i 1801 som assessor i Hof- og Stadsretten.
Oprindeligt uddelte legatet to forskellige guldmedaljer: Hædersmedaljen, som var den største, blev givet til forfatteren af et betydningsfuldt retsvidenskabeligt værk, mens prismedaljen, som var mindre, blev givet for den bedste besvarelse af en prisopgave. Medaljerne blev kun sjældent uddelt. Den første modtager af hædersmedaljen var A.S. Ørsted selv i 1851, og den er (pr. 2020) senest givet til Ole Lando i 2010. Prismedaljen blev kun uddelt 7 gange i alt, sidste gang i 1973.
I 2010 blev prismedaljen ændret til en sølvmedalje af samme størrelse som hædersmedaljen. Sølvmedaljen uddeles oftere. Den gives for almen indsats, men er også knyttet et et værk.
Legatets bestyrelse var i 2020 professor Ditlev Tamm (formand), højesteretsdommer Jens Peter Christensen og landsdommer Gitte Rubæk Pedersen.

## Modtagere af legatet
Denne liste er ufuldstændig; hjælp gerne med at udfylde den.

### Hædersmedaljen
- A.S. Ørsted (1851)[1][2]
- Johannes Nellemann (1875)[3]
- Torkel Halvorsen Aschehoug (no) (1875)[3]
- Carl Goos (1895)[2]
- Harald Westergaard (1911)[4]
- Troels Troels-Lund (1915)[5]
- Frederik Vinding Kruse (1935)[6]
- Thøger Nielsen (1947)[7]
- Alf Ross (1971)[2]
- Ditlev Tamm (1973)[8]
- Ernst Andersen (1978)[2]
- Knud Illum (1978)[2]
- Bernhard Gomard (1995)[2]
- Knud Waaben (1998)[2]
- Ole Lando (de) (2010)[1][2]

### Sølvmedaljen
- Svend Danielsen og Lennart Lynge Andersen (2010)[2]
- Joseph Lookofsky (2015)[9]
- Karsten Revsbech (2015)[1][9]
- Gorm Toftegaard Nielsen (2016)[1][2]
- Jens Kristiansen (2016)[2]
- Torsten Iversen (2019)[1]
- Linda Nielsen (2019)[1]
- Bo von Eyben (2019)[1]